# Preben Haarup
Preben Haarup (født 1967 i Silkeborg) er en dansk forfatter, som i 2003 debuterede med ungdomsromanen Laudrup af Kosova. 
Preben Haarup blev handelsstudent fra Silkeborg Business College i 1985, og efter en lang, omflakkende periode, hvor han rejste i Burma, Thailand og Indonesien, var på højskole i Danebod, EDB-skole i Aalborg og Hærens Kampskole i Oksbøl og arbejdede blandt andet som ølkusk, programmør og blackjackdealer, begyndte han på Danmarks Medie- og Journalisthøjskole, hvorfra han dimitterede som journalist i 2003. 